# Władysław Płonka
Władysław Płonka (ur. 31 stycznia 1895 w Jodłowniku, zm. wiosna 1940 w Charkowie) – pułkownik dyplomowany kawalerii Wojska Polskiego, ofiara zbrodni katyńskiej.

## Życiorys
Syn Wojciecha i Anny z Drożdżów. W sierpniu 1914 roku wstąpił do Legionów Polskich, przydzielony do 2 pułku piechoty, z którym odbył kampanię karpacką. W styczniu 1915 roku został ranny. Po wyleczeniu przeniesiony do 5 szwadronu 2 pułku ułanów, z którym walczył do kryzysu przysięgowego. Od 1918 w Wojsku Polskim w oddziałach kawalerii grupy rotmistrza Borkowskiego (późniejszy 9 pułk ułanów), walczył w wojnie 1920 r.
25 sierpnia 1926 roku został przeniesiony z 9 pułku ułanów małopolskich do kadry oficerów kawalerii i przydzielony do dowództwa 6 Samodzielnej Brygady Kawalerii w Stanisławowie na stanowisko I oficera sztabu. 12 kwietnia 1927 roku awansował na majora ze starszeństwem z dniem 1 stycznia 1927 roku i 19. lokatą w korpusie oficerów kawalerii. Od 15 października do 15 grudnia 1929 roku był słuchaczem kursu próbnego przy Wyższej Szkole Wojennej dla oficerów, powołanych jako kandydatów na Kurs Normalny 1929–1931. Po ukończeniu kursu próbnego został powołany na dwuletni Kurs 1929–1931 do Wyższej Szkoły Wojennej w Warszawie. Z dniem 1 września 1931 roku, po ukończeniu kursu i otrzymaniu dyplomu naukowego oficera dyplomowanego, został przeniesiony do dowództwa Brygady Kawalerii „Toruń” w Toruniu na stanowisko szefa sztabu. 1 listopada 1932 roku został przeniesiony do Centrum Wyszkolenia Kawalerii w Grudziądzu na stanowisko oficera sztabu. Następnie został przesunięty na stanowisko dyrektora nauk. 17 stycznia 1933 roku został mianowany podpułkownikiem ze starszeństwem z dniem 1 stycznia 1933 roku i 7. lokatą w korpusie oficerów kawalerii. W październiku 1935 roku został przeniesiony do 14 pułku ułanów we Lwowie na stanowisko zastępcy dowódcy pułku. Od 11 sierpnia 1937 roku dowodził 22 pułkiem ułanów podkarpackich w Brodach. Na pułkownika został mianowany ze starszeństwem z dniem 19 marca 1939 roku i 6. lokatą w korpusie oficerów kawalerii.

W czasie kampanii wrześniowej dowodził 22 pułkiem ułanów, a następnie improwizowaną Grupą Kawalerii „Chełm”. 29 września we wsi Dzwola doszło do potyczki między jego oddziałami a dywizjonem przeciwpancernym 27 Dywizji Piechoty. Po agresji ZSRR na Polskę od 2 października 1939 w niewoli sowieckiej, osadzony w obozie w Starobielsku. Wiosną 1940 został zamordowany w Charkowie przez funkcjonariuszy NKWD i pogrzebany w Piatichatkach, gdzie od 17 czerwca 2000 mieści się oficjalnie Cmentarz Ofiar Totalitaryzmu w Charkowie.
Postanowieniem nr 112-48-07 Prezydenta Rzeczypospolitej Polskiej Lecha Kaczyńskiego z 5 października 2007 został awansowany pośmiertnie do stopnia generała brygady. Awans został ogłoszony 9 listopada 2007 w Warszawie, w trakcie uroczystości „Katyń Pamiętamy – Uczcijmy Pamięć Bohaterów”.

## Ordery i odznaczenia
- Krzyż Srebrny Orderu Wojskowego Virtuti Militari nr 3686 (1921)[14]
- Krzyż Niepodległości (2 sierpnia 1931)[15]
- Krzyż Walecznych (trzykrotnie)[16]
- Złoty Krzyż Zasługi (19 marca 1937)[17]
- Medal Pamiątkowy za Wojnę 1918–1921
- Medal Dziesięciolecia Odzyskanej Niepodległości
- Odznaka za Rany i Kontuzje (trzykrotnie)